# Draco jareckii
Espèce
Statut de conservation UICN

 LC  : Préoccupation mineure
Draco jareckii est une espèce de sauriens de la famille des Agamidae.

## Répartition
Cette espèce est endémique de l'île de Batan aux Philippines. Elle se rencontre jusqu'à 900 m d'altitude.

## Étymologie
Cette espèce est nommée en l'honneur du docteur Henry G. Jarecki (1933-).

## Publication originale
- Lazell, 1992 : New flying lizards and predictive biogeography of two Asian archipelagos. Bulletin of the Museum of Comparative Zoology, vol. 152, no 9, p. 475-505 (texte intégral).